# San José (Misiones)
San José – miasto w Argentynie, w prowincji Misiones, w departamencie Apóstoles.
Według danych szacunkowych na rok 2010 miejscowość liczyła 5 338 mieszkańców.